# 三湖駅
三湖駅（さんこえき）はかつて台湾桃園県楊梅郷にあった台湾鉄路管理局縦貫線の駅（廃駅）である。

## 駅構造
- 相対式ホーム2面2線の地上駅であった。

## 保存状況
- ホーム跡が存在する。[1]

## 利用状況
- 既に廃止されている。現役当時は無人駅で富岡駅管理であった。[2]

## 駅周辺
- 瑞原国小

## 歴史
- 1937年5月1日 - 開業した。気動車のみ停車していた。
- 1942年 - 石油の欠乏により一旦廃止された。
- 1961年5月10日 - 復活した。気動車のみ停車していた。[2]
- 1970～71年頃に廃止となった。[2]

## 隣の駅
台湾鉄路管理局
縦貫線（旧線）
楊梅駅 - 崩坡駅 - 三湖駅 - 富岡駅